# Ducado de Magdeburgo
El Ducado de Magdeburgo (en alemán: Herzogtum Magdeburg) fue un Estado imperial del Sacro Imperio Romano Germánico en poder de los príncipes-electores de Brandeburgo entre 1680 y 1807 e incorporado como provincia de Brandeburgo-Prusia. Reemplazó al Estado imperial eclesiástico del Arzobispado de Magdeburgo después de su secularización por parte del margraviato de Brandeburgo dentro de la Circunscripción de Baja Sajonia en el Reichstag del Sacro Imperio Romano Germánico. 
Las capitales del ducado fueron Magdeburgo (desde 1714) y Halle (hasta 1714), mientras que Burg (ciudad natal de Carl von Clausewitz, nativo del ducado) era la tercera ciudad importante. El ducado de Magdeburgo fue disuelto en el transcurso de las Guerras Napoleónicas en 1807, con su territorio dividido entre el reino de Westfalia y el reino de Prusia, hasta que con la derrota final de Napoleón, una vez reunificado, pasó a formar parte de la provincia de Sajonia del reino de Prusia en el año 1815.

## Historia
El arzobispado de Magdeburgo era un Estado imperial y, a la vez, una archidiócesis católica que comenzó a ser administrado por príncipes seculares, sobre todo luteranos, a partir del triunfo de la Reforma protestante en el norte de Alemania. En el tratado de Westfalia de 1648, el arzobispado sería cedido a los gobernantes de la Casa de Hohenzollern del margraviato de Brandeburgo tras la muerte († 1680) de Augusto de Sajonia-Weissenfels (August von Sachsen-Weißenfels), su último vicario capitular luterano. La ciudad de Magdeburgo también estaba obligada a rendir homenaje a los príncipes-electores de Brandeburgo. En 1666, el Gran Elector Federico Guillermo I de Brandeburgo, antes del traspaso formal de soberanía, instaló una guarnición militar brandeburguesa permanente en la ciudad de Magdeburgo.
El Estado imperial del Sacro Imperio Romano Germánico de Brandeburgo-Prusia heredó la mayor parte del arzobispado de Magdeburgo al morir Augusto de Sajonia-Weissenfels y en 1680 reorganizó el territorio secularizado como Ducado de Magdeburgo, con los electores de Brandeburgo como duques hereditarios y heredando el voto del arzobispado en el Reichstag del Sacro Imperio. La región de Halle se había transformado en un exclave del ducado, rodeado por el principado de Anhalt, el condado de Mansfeld (que más tarde fue incluido como distrito del ducado al ser adquirido por Prusia en 1790) y el electorado de Sajonia. Contra los deseos de la nobleza luterana del ducado, fue nombrado el calvinista (el credo de los propios electores, señores del ducado) Gottfried de Jena como canciller para gobernar el ducado.
Federico III, margrave elector de Brandeburgo, fundó la universidad de Halle en 1691, que se convirtió en un centro difusor del protestantismo en el norte de Alemania. Allí vivió y predicó el teólogo August Hermann Francke, y Halle llegó a ser el centro del Pietismo en Prusia. Cuando el príncipe elector Federico III se coronó como Federico I, Rey de Prusia en 1701, el ducado de Magdeburgo formó parte del nuevo reino de Prusia. 
El rey, con su política de favorecer a los feudos alodiales (es decir, libres de cargas señoriales), o con sus esfuerzos para modernizar las leyes feudales de propiedad de la tierra, se encontró con la oposición de la nobleza Junker del ducado, que temía perder su condición exenta de impuestos. Los nobles recibieron de la Corte Imperial de Justicia de Viena en 1718 y en 1725 varias sentencias para la protección de sus derechos. Justus Henning Böhmer fue nombrado canciller ("secretario de Gobierno") del ducado en 1743.
Con la creación del Directorio General en 1723 por Federico Guillermo I, el ducado de Magdeburgo, el principado de Halberstadt y el margraviato de Brandeburgo fueron administrados por el Segundo Departamento del Directorio General. En 1780 se creó en el ducado una cooperativa de ahorro y crédito estatal (Landschaft), para uso exclusivo de la nobleza rural. El control sobre las tierras de Magdeburgo dio a la monarquía prusiana un lucrativo monopolio sobre los depósitos de sal de Staßfurt y Halle.
Cuando los Estados (el Parlamento provincial) de Pomerania reunieron voluntariamente 5.000 soldados para el ejército prusiano durante la Guerra de los Siete Años, su iniciativa fue duplicada por la nobleza de Magdeburgo y las provincias vecinas.
En la Guerra de la Cuarta Coalición, Prusia fue derrotada por Napoleón en 1806. Por el Tratado de Tilsit del año siguiente, el ducado de Magdeburgo fue disuelto. El territorio ducal situado al oeste del río Elba, incluyendo las ciudades de Magdeburgo y Halle, se convirtió en parte del Reino de Westfalia, un Estado clientelar del Primer Imperio francés. Mientras, el territorio ducal magdeburguense al este del Elba se mantuvo unido a un drásticamente reducido Reino de Prusia. 
Prusia recobró los territorios de Magdeburgo y Halle durante la Guerra de la Sexta Coalición. En 1815, después de las Guerras Napoleónicas, el territorio del ducado de Magdeburgo, el Altmark, y el territorio anexado del Reino de Sajonia (perdedor en la guerra aliado al francés), formó la nueva provincia prusiana de Sajonia.

## Duques de Magdeburgo
El título de duque de Magdeburgo (1680-1807) ha sido ostentado por los titulares de la Dinastía Hohenzollern siguientes:
1. Federico-Guillermo I el Gran Elector, margrave de Brandeburgo y duque de Prusia (1680-1688)
2. Federico I, rey de Prusia (1688-1713)
3. Federico Guillermo II (1713-1740)
4. Federico II el Grande (1740-1786)
5. Federico Guillermo III (1786-1797)
6. Federico Guillermo IV (1797-1807)